# Referéndum de prohibición de Finlandia de 1931
Se celebró un referéndum sobre la prohibición en Finlandia los días 29 y 30 de diciembre de 1931. Se preguntó a los votantes si estaban de acuerdo con la continuación de la ley seca aprobada en 1919. De las tres opciones presentadas, la abolición completa de la prohibición fue respaldada por el 70,5% de los votantes con una participación de solo el 44,4%.
El apoyo a la prohibición fue más fuerte entre las mujeres que entre los hombres y más fuerte en las zonas rurales que en las ciudades. La participación de los hombres (53%) fue significativamente mayor a la de las mujeres (37%), mientras que la participación en las ciudades (54%) fue mayor a las zonas rurales (42%). Las papeletas utilizadas por hombres y mujeres eran de diferentes colores.

## Resultados
| Opción                                      | Votos     | %     |
| ------------------------------------------- | --------- | ----- |
| Abolición completa de la prohibición        | 546.293   | 70,5  |
| Prohibición total                           | 217.169   | 28,0  |
| Permitir bebidas alcohólicas suaves         | 10.947    | 1,4   |
| Votos inválidos/en blanco                   | 3.476     | -     |
| Total                                       | 777.885   | 100   |
| Votantes registrados/participación          | 1.752.315 | 44,40 |
| Fuente: Nohlen & Stöver, Democracia directa |           |       |